# Iya Arepina
Iya Arepina (en russe : И́я Алексе́евна Аре́пина) est une actrice soviétique née le 2 juin 1930 à Ardatov et morte le 24 juillet 2003 à Moscou.

## Biographie
Septième enfant d'une famille nombreuse, Iya Arepina grandit à Ardatov dans la République socialiste soviétique autonome de Mordovie. En 1947, à l'âge de dix-sept ans, elle part pour Moscou, afin de passer le concours d'entrée de l'Institut national de la cinématographie. Elle y étudie sous la direction de Vassili Vanine et Vladimir Belokourov. Diplômée en 1954, elle devient actrice du Théâtre national d'acteur de cinéma où elle travaillera jusqu' en 1985.
Morte à Moscou le 24 juillet 2003, Iya Arepina est enterrée au cimetière Nikolo-Arkhangelskoïe.

## Filmographie
- 1955 : Une grande famille (Большая семья) de Iossif Kheifitz : Tonia
- 1956 : Le Géant de la steppe (Илья Муромец) d'Alexandre Ptouchko : Alionouchka
- 1957 : Le Lutteur et le Clown (Борец и клоун) de Boris Barnet et Konstantin Youdine : Mimi
- 1957 : Le Voyage des trois mers (Хождение за три моря) de Khwaja Ahmad Abbas et Vassili Pronine : Douniacha
- 1959 : La Fille du capitaine (ru) (Капитанская дочка, Kapitanskaya dochka) de Vladimir Kaplounovski (ru) Maria Mironova
- 1966 : Guerre et Paix (Война и мир) de Serge Bondartchouk : messagère
- 1973 : L'Obier rouge (Калина красная, Kalina krasnaïa) de Vassili Choukchine : sœur d'Egor
- 1978 : Enquête préliminaire (ru) (Предварительное расследование) d'Andreï Razoumovski : secrétaire